# Norwegian Air Argentina
Die Norwegian Air Argentina S.A. war eine argentinische Billigfluggesellschaft mit Sitz in Buenos Aires. Sie ist eine Tochtergesellschaft der chilenischen Billigfluggesellschaft JetSmart.

## Geschichte
Norwegian Air Argentina wurde am 26. Januar 2017 gegründet. Anfang 2018 sind mit einem eigenen Air Operator Certificate (AOC) zuerst nationale, später auch internationale Flüge geplant. Norwegian Air UK soll dazu mit ihren Boeing 787-9 von London nach Buenos Aires fliegen.
Der Erstflug von Norwegian Air Argentina fand am 16. Oktober 2018 um 07:41 Uhr als Flug DN 6022 von Buenos Aires-Jorge Newbery nach Córdoba statt, wo das Flugzeug um 08:45 Uhr Ortszeit landete. Die Route startet mit drei täglichen Hin- und Rückflügen. Später startete ein Flug von Buenos Aires nach Mendoza und danach der zweite tägliche Flug nach Córdoba.
Am 4. Dezember 2019 wurde Norwegian Air Argentina von der Muttergesellschaft Norwegian Air Shuttle für einen nicht genannten Betrag an die chilenische Billigfluggesellschaft JetSmart, einer Tochtergesellschaft von Indigo Partners, verkauft, die mit sofortiger Wirkung den Betrieb der Fluggesellschaft übernimmt. Für die Monate nach dem Verkauf hatte JetSmart geplant, die Marke Norwegian auslaufen zu lassen und die Fluggesellschaft in die eigene argentinische Fluggesellschaft JetSmart Argentina zu integrieren. Die drei Boeing 737-Flugzeuge von Norwegian Air Argentina, die sich im Besitz von Norwegian Air Shuttle befinden, jedoch in Argentinien registriert waren, gehörten nicht zu den Vermögenswerten des Unternehmens, die an JetSmart verkauft wurden. Es ist geplant, dass sie wieder in den europäischen Betrieb von Norwegian Air Shuttle zurückkehren, während JetSmart an ihrer Stelle Flugzeuge der Airbus A320-Familie einsetzen wird.
Die Fluggesellschaft stellte ihre Tätigkeit am 31. August 2021 endgültig ein.

## Flotte
Mit Stand März 2020 bestand die Flotte der Norwegian Air Argentina aus drei Flugzeugen mit einem Alter von 2,9 Jahren:
| Flugzeugtyp    | Anzahl | bestellt | Anmerkungen               | Sitzplätze (Economy+/Economy) |
| -------------- | ------ | -------- | ------------------------- | ----------------------------- |
| Boeing 737-800 | 3      |          | mit Winglets ausgestattet | 189 (-/189)                   |
| Gesamt         | 3      | -        |                           |                               |